# 정유미 (1983년)
정유미(1983년 1월 18일 ~ )는 대한민국의 배우이다.
1983년에 1남 1녀 중 장녀로 태어났다. 2003년 영화 《사랑하는 소녀》로 첫 연기 활동을 시작했고, 이듬해인 2004년 영화 《폴라로이드 작동법》으로 데뷔하였다. 2005년 첫 장편영화 출연작품 《사랑니》이다.

## 학력
- 부곡여자중학교(졸업)
- 삼정고등학교(동래여자상업고등학교)(졸업)
- 서울예술대학(영화과 전문학사)

## 필모그래피

### 영화
| 연도 | 제목                 | 역할          | 비고                                                                          |
| ---- | -------------------- | ------------- | ----------------------------------------------------------------------------- |
| 2003 | 사랑하는 소녀        | 간호사        | 단편영화                                                                      |
| 2004 | 폴라로이드 작동법    | 선아          | 단편영화                                                                      |
| 2005 | 달콤한 인생          | 미애          | 단역                                                                          |
| 2005 | 사랑니               | 17세 조인영   |                                                                               |
| 2006 | 9시 5분              | 민주          | 옴니버스 영화 (seg. 가족 같은 개, 개 같은 가족)                               |
| 2006 | 가족의 탄생          | 채현          |                                                                               |
| 2007 | 좋지 아니한가        | 하은          |                                                                               |
| 2008 | 연인들               | 선아          | 옴니버스 영화 (seg. 폴라로이드 작동법)                                        |
| 2009 | 오이시맨             | 재영          | 특별출연                                                                      |
| 2009 | 그녀들의 방          | 구언주        |                                                                               |
| 2009 | 잘 알지도 못하면서   | 유신          |                                                                               |
| 2009 | 시선 1318            | 이희재        | 옴니버스 영화 (seg. 릴레이)                                                   |
| 2009 | 차우                 | 변수련        |                                                                               |
| 2009 | 10억                 | 김지은        |                                                                               |
| 2009 | 굿모닝 프레지던트    | 미미          | 특별출연                                                                      |
| 2009 | 어떤 방문            | 미숙          | 옴니버스 영화 (seg. 첩첩산중)                                                 |
| 2010 | 내 깡패 같은 애인    | 한세진        |                                                                               |
| 2010 | 옥희의 영화          | 정옥희        |                                                                               |
| 2010 | 조금만 더 가까이     | 은희          |                                                                               |
| 2010 | 카페 느와르          | 선화          |                                                                               |
| 2011 | 도가니               | 서유진        |                                                                               |
| 2012 | 다른 나라에서        | 원주          |                                                                               |
| 2012 | 겨울의 피아니스트    | 미미          | 단편영화                                                                      |
| 2013 | 우리 선희            | 선희          |                                                                               |
| 2013 | 깡철이               | 수지          |                                                                               |
| 2014 | 우리별 일호와 얼룩소 | 일호 (목소리) | 애니메이션 영화                                                               |
| 2014 | 맨홀                 | 연서          |                                                                               |
| 2015 | 히말라야             | 최수영        | 특별출연                                                                      |
| 2016 | 부산행               | 성경          | 본작의 진 여주인공. 제69회 칸국제영화제 미드나잇 스크리닝부문 초청첫 천만영화 |
| 2016 | 산나물 처녀          | 달래          | 단편영화                                                                      |
| 2017 | 더 테이블            | 유진          |                                                                               |
| 2018 | 염력                 | 홍 상무       | 본작의 만악의 근원이자 히든 보스                                              |
| 2019 | 82년생 김지영        | 김지영        |                                                                               |
| 2023 | 잠                   | 수진          |                                                                               |
| 2024 | 원더랜드             | 해리          |                                                                               |

### 드라마
| 연도      | 제목                          | 역할                         | 방송 채널 | 비고                  |
| --------- | ----------------------------- | ---------------------------- | --------- | --------------------- |
| 2007      | 케 세라 세라                  | 한은수                       | MBC       |                       |
| 2010      | 드라마 스페셜 - 위대한 계춘빈 | 계춘빈                       | KBS2      | 단막극                |
| 2012      | 로맨스가 필요해 2012          | 주열매                       | tvN       |                       |
| 2013      | 직장의 신                     | 정주리                       | KBS2      |                       |
| 2013      | 연애조작단; 시라노            | 봉수아                       | tvN       | 8화~9화, 특별 출연    |
| 2013      | 응답하라 1994                 | 칠봉이의 아내 딸딸이女       | tvN       | 21화, 특별 출연       |
| 2014      | 연애의 발견                   | 한여름                       | KBS2      |                       |
| 2016      | 이번주, 아내가 바람을 핍니다  | 도현우의 전 여자친구, 한준희 | JTBC      | 8화, 특별출연         |
| 2017      | 품위있는 그녀                 | 의뢰인                       | JTBC      | 6화, 특별출연         |
| 2018      | 라이브                        | 한정오                       | tvN       |                       |
| 2018      | 김비서가 왜 그럴까            | 이영준의 친구, 정유미        | tvN       | 14화, 특별출연        |
| 2018      | 계룡선녀전                    | 장난꾸러기 연꽃              | tvN       | 7화, 목소리 특별 출연 |
| 2020      | 보건교사 안은영               | 안은영                       | NETFLIX   |                       |
| 2024      | 사랑은 외나무다리에서         | 윤지원                       | tvN       |                       |
| 발표 예정 | 아침이 밝아올 때까지          |                              | JTBC      |                       |

### 텔레비전 프로그램
| 연도      | 제목                            | 방송 채널 | 비고                    |
| --------- | ------------------------------- | --------- | ----------------------- |
| 2017      | 《유희열의 스케치북》           | KBS2      | 게스트 출연, 347회      |
| 2017·2018 | 《윤식당》                      | tvN       | 고정 출연 (보조 셰프)   |
| 2020      | 《여름방학》                    | tvN       | 고정 출연               |
| 2021      | 《윤스테이》                    | tvN       | 고정 출연               |
| 2023      | 《출장 십오야2》                | tvN       | 게스트 출연(서진이네편) |
| 2023      | 《서진이네》                    | tvN       | 고정 출연               |
| 2023      | 《톡파원25시》                  | JTBC      | 특별 출연               |
| 2023      | 《유 퀴즈 온 더 블럭》          | tvN       | 게스트 출연             |
| 2023      | 《출장 소통의 신 - 서진이네편》 | tvN       | 1~2회 출연              |
| 2024      | 《서진이네2》                   | tvN       | 고정출연                |

### 웹예능
| 연도 | 제목                  | 방송 채널 | 비고              |
| ---- | --------------------- | --------- | ----------------- |
| 2023 | 《나영석의 나불나불》 | 유튜브    | 게스트 출연, 11회 |

### 뮤직 비디오
| 연도 | 가수     | 곡명            | 비고 |
| ---- | -------- | --------------- | ---- |
| 2015 | 자이언티 | 무중력          |      |
| 2017 | 성시경   | 나의 밤 나의 너 |      |

### 광고
| 연도        | 기업명                | 제품명                                       | 종류            | 공동 출연 |
| ----------- | --------------------- | -------------------------------------------- | --------------- | --------- |
| 2010        | 팬택                  | 스카이 미라크                                | 스마트폰        | 정겨운    |
| 2013        | 한국P&G               | SK-II 피테라 에센스 : SK-II 피테라 하우스 편 | 화장품          | 김희애    |
| 2015        | 삼성화재              | 삼성화재 : 정유미의 봄 편                    | 화재보험        | 차태현    |
| 2015 ~ 2016 | 미니골드              | 미니골드                                     | 주얼리          |           |
| 2015 ~ 2016 | 베네피트 코리아       | 베네피트                                     | 색조 화장품     |           |
| 2015 - 2018 | 로토제약 멘소래담(주) | 하다라보 고쿠쥰                              | 스킨케어 화장품 |           |
| 2017        | CJ제일제당            | CJ고메 함박스테이크                          | 식품            |           |
| 2017        | 삼성카드              | 삼성카드 링크                                | 신용카드        |           |
| 2017 ~ 현재 | 동서식품              | 맥심 모카골드 라이트                         | 커피믹스        |           |
| 2017 ~ 현재 | 애경산업              | 더마앤모어 샴푸                              | 헤어케어        |           |
| 2017 ~ 현재 | 삼성물산 패션부문     | 빈폴 악세사리                                | 가방, 악세사리  |           |
| 2018        | 마이리얼트립          | 마이리얼트립                                 | 여행            |           |
| 2018 ~ 2019 | (주)지엔코            | 플라스틱 아일랜드                            | 여성 의류       |           |
| 2018 ~ 2019 | lauramercier          | 로라 메르시에                                | 화장품          |           |
| 2019        | 지엠홀딩스            | 셀라피                                       | 화장품          |           |
| 2020 ~ 현재 | (주)포컴퍼니          | 아비브                                       | 화장품          |           |

## 수상 및 후보 목록
| 연도 | 시상식                         | 부문                             | 작품              | 결과 | 출처  |
| ---- | ------------------------------ | -------------------------------- | ----------------- | ---- | ----- |
| 2005 | 제26회 청룡영화상              | 신인여우상                       | 사랑니            | 후보 |       |
| 2005 | 제4회 대한민국 영화대상        | 신인여우상                       | 사랑니            | 후보 |       |
| 2005 | 제25회 한국영화평론가협회상    | 신인여우상                       | 사랑니            | 수상 |       |
| 2006 | 제42회 백상예술대상            | 영화부문 여자신인연기상          | 사랑니            | 수상 |       |
| 2006 | 제5회 대한민국 영화대상        | 신인여우상                       | 가족의 탄생       | 후보 |       |
| 2006 | 제27회 청룡영화상              | 여우조연상                       | 가족의 탄생       | 수상 |       |
| 2010 | 제8회 대한민국 영화대상        | 여우주연상                       | 내 깡패 같은 애인 | 후보 |       |
| 2010 | KBS 연기대상                   | 여자 연작·단막극상               | 위대한 계춘빈     | 수상 |       |
| 2011 | 제33회 황금촬영상              | 최우수 여우연기상                | 내 깡패 같은 애인 | 수상 | [ 2 ] |
| 2011 | 제20회 부일영화상              | 여우주연상                       | 옥희의 영화       | 수상 |       |
| 2011 | 제32회 청룡영화상              | 여우주연상                       | 도가니            | 후보 |       |
| 2013 | 제14회 부산영화평론가협회상    | 여우주연상                       | 우리 선희         | 수상 |       |
| 2013 | 씨네21 영화상                  | 올해의 여자배우                  | 우리 선희         | 수상 |       |
| 2013 | KBS 연기대상                   | 미니시리즈부문 여자 우수연기상   | 직장의 신         | 후보 |       |
| 2014 | 제1회 들꽃영화상               | 여우주연상                       | 우리 선희         | 후보 |       |
| 2014 | 제23회 부일영화상              | 여우주연상                       | 우리 선희         | 후보 |       |
| 2014 | KBS 연기대상                   | 미니시리즈부문 여자 우수연기상   | 연애의 발견       | 수상 |       |
| 2014 | KBS 연기대상                   | 네티즌상                         | 연애의 발견       | 수상 |       |
| 2014 | KBS 연기대상                   | 베스트커플상 (with 에릭)         | 연애의 발견       | 수상 |       |
| 2016 | 제25회 부일영화상              | 여우조연상                       | 부산행            | 후보 |       |
| 2016 | 제37회 청룡영화상              | 여우조연상                       | 부산행            | 후보 |       |
| 2017 | 제17회 대한민국 청소년영화제   | 인기영화인 여자배우 부문         | 더 테이블         | 수상 |       |
| 2018 | 제11회 코리아 드라마 어워즈    | 여자 최우수상                    | 라이브            | 후보 |       |
| 2018 | 제6회 아시아태평양 스타 어워즈 | 중편드라마부문 여자 최우수연기상 | 라이브            | 후보 |       |
| 2018 | 제55회 대종상                  | 여우조연상                       | 염력              | 후보 |       |
| 2019 | 제20회 올해의 여성영화인상     | 연기상                           | 82년생 김지영     | 수상 |       |
| 2020 | 제56회 대종상                  | 여우주연상                       | 82년생 김지영     | 수상 |       |
| 2020 | 제56회 백상예술대상            | 영화부문 여자 최우수연기상       | 82년생 김지영     | 후보 |       |
| 2020 | 제25회 춘사영화제              | 여우주연상                       | 82년생 김지영     | 후보 |       |
| 2020 | 제29회 부일영화상              | 여우주연상                       | 82년생 김지영     | 수상 |       |
| 2020 | 제40회 한국영화평론가협회상    | 여우주연상                       | 82년생 김지영     | 수상 |       |
| 2021 | 제41회 청룡영화상              | 여우주연상                       | 82년생 김지영     | 후보 |       |
| 2021 | 제41회 청룡영화상              | 청정원 인기스타상                | 82년생 김지영     | 수상 |       |
| 2022 | 제20회 디렉터스 컷 어워즈      | 올해의 여자배우상                | 82년생 김지영     | 후보 |       |
| 2022 | 제20회 디렉터스 컷 어워즈      | 시리즈부문 올해의 여자배우상     | 보건교사 안은영   | 후보 |       |
| 2023 | 제59회 대종상                  | 여우주연상                       | 잠                | 후보 |       |
| 2023 | 제44회 청룡영화상              | 여우주연상                       | 잠                | 수상 |       |
| 2023 | 제10회 한국영화제작가협회상    | 여우주연상                       | 잠                | 수상 |       |
| 2024 | 제17회 아시안 필름 어워즈      | 여우주연상                       | 잠                | 후보 |       |
| 2024 | 제60회 백상예술대상            | 영화부문 여자 최우수연기상       | 잠                | 후보 |       |
| 2024 | 제33회 부일영화상              | 여우주연상                       | 잠                | 미정 |       |